# Parnassia viridiflora
Parnassia viridiflora är en benvedsväxtart som beskrevs av Aleksandr Batalin.
Parnassia viridiflora ingår i släktet Parnassia och familjen Celastraceae. Inga underarter finns listade i Catalogue of Life.